# ペスニツァ
ペスニツァ（Pesnica, ドイツ語：Pößnitzhofen）はスロベニアの市。